# زینب جوادلی
زینب جوادلی (به ترکی آذربایجانی: Zeynəb Cavadlı) ژیمناست زادهٔ ۱۹ ژوئیهٔ ۱۹۹۱ میلادی اهل کشور جمهوری آذربایجان است.